# رودکنار
رودکنار، روستایی از توابع بخش پره‌سر شهرستان رضوان‌شهر در استان گیلان ایران است.

## جمعیت
این روستا در دهستان دیناچال قرار دارد و براساس سرشماری مرکز آمار ایران در سال ۱۳۸۵، جمعیت آن ۵۵۶ نفر (۱۳۶خانوار) بوده‌است. مردم این روستا به زبان تالشی صحبت میکنند .